# Liste der Stolpersteine in Frankfurt-Gutleutviertel
Die Liste der Stolpersteine in Frankfurt am Main führt die vom Künstler Gunter Demnig verlegten Stolpersteine in Frankfurt am Main auf. Die Initiative Stolpersteine in Frankfurt am Main e. V. hat seit November 2003 die Verlegung von ca. 2000 Stolpersteinen, min. fünf Kopfsteinen und min. vier Stolperschwellen veranlasst. Die Initiative wird von der Stadt Frankfurt sowie von zahlreichen Institutionen, darunter das Jüdische Museum und das Institut für Stadtgeschichte unterstützt.
Die Steine erinnern an Menschen, die während der Zeit des Nationalsozialismus verfolgt, verhaftet, gequält, entrechtet, zur Flucht oder zum Suizid getrieben oder ermordet wurden. An ihrem letzten frei gewählten Wohnort in Frankfurt erinnern die Steine an alle Opfer des Nationalsozialismus: an Juden, Sinti und Roma, politisch Verfolgte, Zeugen Jehovas, Homosexuelle und Zwangsarbeiter, an als „asozial“ gebrandmarkte Menschen und an die Opfer der sogenannten „Euthanasie“-Morde an Kranken und Behinderten.
Im Oktober 2018 verlegte Gunter Demnig in Frankfurt den europaweit siebzigtausendsten Stein.
Die Stadtteile sind nach der Liste der Stadtteile von Frankfurt am Main angelegt. In den nicht gelisteten Stadtteilen liegen bislang keine Stolpersteine.
Über die hinter den Namen der Opfer liegenden Links lässt sich die zugehörige Biographie auf der Homepage der Stadt Frankfurt aufrufen.

## Liste
| Adresse                                                                   | Name                     | Verfolgungsschicksal                                                                   | Verlegedatum  | Bild                                              | Anmerkung               |
| ------------------------------------------------------------------------- | ------------------------ | -------------------------------------------------------------------------------------- | ------------- | ------------------------------------------------- | ----------------------- |
| Karlsruher Straße 13 · Die Steine liegen am Straßeneck vor Hausnummer 9 · | Emil Lehrberger          | Emil Lehrberger geb. 25.6.1880 deportiert 15.9.1942 Theresienstadt ermordet 9.2.1943   | 19. Okt. 2015 |                                                   |                         |
| Karlsruher Straße 13 · Die Steine liegen am Straßeneck vor Hausnummer 9 · | Lina Lehrberger          | Lina Lehrberger geb. 25.11.1882 deportiert 15.9.1942 Theresienstadt ermordet           | 19. Okt. 2015 |                                                   |                         |
| Karlsruher Straße 13 · Die Steine liegen am Straßeneck vor Hausnummer 9 · | Rose Lehrberger          | Rose Lehrberger geb. 2.5.1916 Flucht 1936 USA                                          | 19. Okt. 2015 |                                                   |                         |
| Stuttgarterstraße 24 ·                                                    | Moritz Moses Kaufmann    | Moritz Moses Kaufmann geb. 16.2.1873 deportiert Theresienstadt ermordet 26.10.1942     | 18. Mai 2015  |                                                   |                         |
| Schönstraße 17 ·                                                          | Martha Becker geb. Adler | Martha Becker geb. Adler geb. 31.1.1885 deportiert 19.10.1941 Łódź ermordet            | 9. Mai 2010   | Stolperstein Schoenstraße 17 für Martha Becker    |                         |
| Schönstraße 6 ·                                                           | Klara Lehr geb. Loeb     | Klara Lehr, geb. Loeb geb. 9.10.1892 deportiert 31.1.1944 Auschwitz ermordet 27.5.1944 | 4. Juni 2011  | Stolpersteine Schönstraße 6, Klara Lehr geb. Loeb |                         |
| Schleusenstraße 15 ·                                                      | Frieda Valfer geb. Kahn  | Frieda Valfer, geb. Kahn 14.2.1887 deportiert 19.10.1941 Łódź ermordet                 | 4. Juni 2011  | Stolperstein Schleusenstraße 15 Valfer Frieda     |                         |
| Schleusenstraße 15 ·                                                      | Heinrich Valfer          | Heinrich Valfer 24.1.1882 deportiert 19.10.1941 Łódź ermordet                          | 4. Juni 2011  | Stolperstein Schleusenstraße 15 Valfer Heinrich   |                         |
| Untermainkai 68–72 ·                                                      | Hermann Lismann          | Hermann Lismann geb. 4.5.1878 deportiert 4. März 1943 Drancy nach Majdanek ermordet    | 17. Okt. 2014 | Stolpersteine Untermainkai 68                     | Siehe auch Wiki Artikel |
| Gutleutstraße 85 ·                                                        | Carl Grünberg            | Carl Grünberg geb. 10.2.1861 verhaftet Januar 1940 tot 2.2.1940                        | 17. Okt. 2014 | Stolperstein Gutleutstraße 85 Grünberg Dr. Carl   | Siehe auch Wiki Artikel |
| Gutleutstraße 85 ·                                                        | Hilde Grünberg           | Hilde Grünberg geb. Ehrenzweig geb. 29.6.1875 Flucht Schweiz                           | 17. Okt. 2014 | Stolperstein Gutleutstraße 85 Grünberg Hilde      |                         |